# Cá ngão gù
Cá ngão gù (danh pháp hai phần: Culter flavipinnis) là một loài cá thuộc họ Cá chép. Đây là loài đặc hữu Việt Nam.